# Individuella programmet
Individuella programmet (IV) var ett gymnasieprogram inom den svenska gymnasieskolan för elever som inte uppfyllde betygskraven för de nationella gymnasieprogrammen. Det individuella programmet skulle förbereda eleven för övergång till ett nationellt program utifrån elevens behov och förutsättningar. Då 2011 års gymnasiereform, Gy 2011, trädde i kraft ersattes det individuella programmet med fem så kallade introduktionsprogram.
Enligt en variant av det individuella programmet kallad PRIV (programinriktad individuellt program) läste eleven ett nationellt program trots att han eller hon saknade godkänt i något av kärnämnena (matematik, svenska och engelska). 
För elever (oftast äldre) som nyligen anlänt till Sverige och behövde stärka sina kunskaper i svenska språket och om Sverige inför gymnasiet var IVIK, introduktionsutbildning för nyanlända elever inom ramen för gymnasieskolans individuella program, ett alternativ.
Olika kommuner hade olika lösningar för IV, IVIK och PRIV. Detta medförde att kvalitén varierade mellan olika kommuner.